# Åhus frikyrka
Åhus frikyrka är en frikyrkoförsamling som funnits i Åhus sedan slutet av 1800-talet. Historiskt så har församlingen tillhört Fribaptistsamfundet, men samarbetar nu med Evangeliska Frikyrkan. Åhus Frikyrka har ca 75 medlemmar i alla olika åldrar och samlas i gudstjänster på söndagar, och hemgrupper under veckan hemma hos varandra. Församlingen har också olika barn & ungdomsgrupper och Alphakurs.